# Finlandia ai Giochi olimpici
La Finlandia ha partecipato ai Giochi olimpici dai Giochi olimpici intermedi del 1906 e poi dal 1908, e a tutte le edizioni invernali dei Giochi dal 1924. I suoi atleti hanno vinto un totale di 480 medaglie, di cui 305 nei Giochi estivi e 175 in quelli invernali. Ha ospitato i Giochi estivi nel 1952 (Helsinki).
Il Comitato Olimpico Finlandese è stato creato e riconosciuto dal CIO nel 1907.

## Medaglieri

### Medaglie alle Olimpiadi estive
| Giochi                            | Oro | Argento | Bronzo | Totale |
| --------------------------------- | --- | ------- | ------ | ------ |
| 1906 Atene                        | 2   | 1       | 1      | 4      |
| 1908 Londra                       | 1   | 1       | 3      | 5      |
| 1912 Stoccolma                    | 9   | 8       | 9      | 26     |
| 1920 Anversa                      | 15  | 10      | 9      | 34     |
| 1924 Parigi                       | 14  | 13      | 10     | 37     |
| 1928 Amsterdam                    | 8   | 8       | 9      | 25     |
| 1932 Los Angeles                  | 5   | 8       | 12     | 25     |
| 1936 Berlino                      | 7   | 6       | 6      | 19     |
| 1948 Londra                       | 8   | 7       | 5      | 20     |
| 1952 Helsinki (nazione ospitante) | 6   | 3       | 13     | 22     |
| 1956 Melbourne                    | 3   | 1       | 11     | 15     |
| 1960 Roma                         | 1   | 1       | 3      | 5      |
| 1964 Tokyo                        | 3   | 0       | 2      | 5      |
| 1968 Città del Messico            | 1   | 2       | 1      | 4      |
| 1972 Monaco                       | 3   | 1       | 4      | 8      |
| 1976 Montreal                     | 4   | 2       | 0      | 6      |
| 1980 Mosca                        | 3   | 1       | 4      | 8      |
| 1984 Los Angeles                  | 4   | 2       | 6      | 12     |
| 1988 Seul                         | 1   | 1       | 2      | 4      |
| 1992 Barcellona                   | 1   | 2       | 2      | 5      |
| 1996 Atlanta                      | 1   | 2       | 1      | 4      |
| 2000 Sydney                       | 2   | 1       | 1      | 4      |
| 2004 Atene                        | 0   | 2       | 0      | 2      |
| 2008 Pechino                      | 1   | 1       | 2      | 4      |
| 2012 Londra                       | 0   | 2       | 1      | 3      |
| 2016 Rio de Janeiro               | 0   | 0       | 1      | 1      |
| 2020 Tokyo                        | 0   | 0       | 2      | 2      |
| 2024 Parigi                       | 0   | 0       | 0      | 0      |
| Totale                            | 101 | 85      | 119    | 305    |

### Medaglie alle Olimpiadi invernali
| Giochi                      | Oro | Argento | Bronzo | Totale |
| --------------------------- | --- | ------- | ------ | ------ |
| 1924 Chamonix               | 4   | 4       | 3      | 11     |
| 1928 St. Moritz             | 2   | 1       | 1      | 4      |
| 1932 Lake Placid            | 1   | 1       | 1      | 3      |
| 1936 Garmisch-Partenkirchen | 1   | 2       | 3      | 6      |
| 1948 St. Moritz             | 1   | 3       | 2      | 6      |
| 1952 Oslo                   | 3   | 4       | 2      | 9      |
| 1956 Cortina d'Ampezzo      | 3   | 3       | 1      | 7      |
| 1960 Squaw Valley           | 2   | 3       | 3      | 8      |
| 1964 Innsbruck              | 3   | 4       | 3      | 10     |
| 1968 Grenoble               | 1   | 2       | 2      | 5      |
| 1972 Sapporo                | 0   | 4       | 1      | 5      |
| 1976 Innsbruck              | 2   | 4       | 1      | 7      |
| 1980 Lake Placid            | 1   | 5       | 3      | 9      |
| 1984 Sarajevo               | 4   | 3       | 6      | 13     |
| 1988 Calgary                | 4   | 1       | 2      | 7      |
| 1992 Albertville            | 3   | 1       | 3      | 8      |
| 1994 Lillehammer            | 0   | 1       | 5      | 6      |
| 1998 Nagano                 | 2   | 4       | 6      | 12     |
| 2002 Salt Lake City         | 4   | 2       | 1      | 7      |
| 2006 Torino                 | 0   | 6       | 3      | 9      |
| 2010 Vancouver              | 0   | 1       | 4      | 5      |
| 2014 Soči                   | 1   | 3       | 1      | 5      |
| 2018 Pyeongchang            | 1   | 1       | 4      | 6      |
| 2022 Pechino                | 2   | 2       | 4      | 8      |
| Totale                      | 45  | 65      | 65     | 175    |

### Medaglie per disciplina

#### Olimpiadi estive
| Sport              | Oro | Argento | Bronzo | Totale |
| ------------------ | --- | ------- | ------ | ------ |
| Atletica leggera   | 48  | 36      | 30     | 114    |
| Lotta              | 26  | 28      | 29     | 83     |
| Ginnastica         | 8   | 5       | 12     | 25     |
| Canoa/kayak        | 5   | 2       | 3      | 10     |
| Tiro               | 4   | 7       | 10     | 21     |
| Canottaggio        | 3   | 1       | 3      | 7      |
| Vela               | 2   | 2       | 7      | 11     |
| Pugilato           | 2   | 1       | 13     | 16     |
| Tiro con l'arco    | 1   | 1       | 2      | 4      |
| Sollevamento pesi  | 1   | 0       | 2      | 3      |
| Pentathlon moderno | 0   | 1       | 4      | 5      |
| Nuoto              | 0   | 1       | 4      | 5      |
| Totale             | 100 | 85      | 119    | 304    |

#### Olimpiadi invernali
| Sport                   | Oro | Argento | Bronzo | Totale |
| ----------------------- | --- | ------- | ------ | ------ |
| Sci di fondo            | 22  | 27      | 37     | 86     |
| Salto con gli sci       | 10  | 8       | 4      | 22     |
| Pattinaggio di velocità | 7   | 8       | 9      | 24     |
| Combinata nordica       | 4   | 8       | 2      | 14     |
| Hockey su ghiaccio      | 1   | 2       | 8      | 11     |
| Freestyle               | 1   | 2       | 1      | 4      |
| Pattinaggio di figura   | 1   | 1       | 0      | 2      |
| Biathlon                | 0   | 5       | 2      | 7      |
| Snowboard               | 0   | 2       | 2      | 4      |
| Curling                 | 0   | 1       | 0      | 1      |
| Sci alpino              | 0   | 1       | 0      | 1      |
| Totale                  | 46  | 65      | 65     | 176    |